# Kourilovo (Moscou)
Kourilovo (en russe : Курилово) est une localité rurale de la municipalité rurale de Chcthapovskoïe du district administratif de Troïtsk à Moscou en Russie. Sa population s'élève à 1 647 habitants au recensement russe de 2010.

## Géographie
Kourilovo est situé à l'intersection du petit périphérique de Moscou et de l'autoroute Varchavskoïe, à environ 50km au sud-ouest du centre de Moscou. Les localités les plus proches sont les villages de Satino-Rousskoïe et Satino-Tatarskoïe.
À Kourilovo, il y a l'école secondaire n° 2075 de Moscou.